# Антонов, Илларион Андреевич
Илларион (Ларион) Андреевич Антонов (?—?) — генерал-майор.
В службу вступил в 1817 году. Служил в кавалерийских частях Русской императорской армии; в 1834—1840 годах в чине полковника командовал Лубенским гусарским полком; с 30 августа 1839 года — генерал-майор.
Был награждён орденами Св. Владимира 4-й степени (1826), Св. Анны 3-й степени (1829), Св. Станислава 2-й степени (1831). Пожалован майоратом в Царстве Польском (1836).
20 ноября 1836 пожалован фамильный герб.
Был женат на Александре Афанасьевне Европеус, урождённой Олсуфьевой. У них родились: Михаил (род. 31.07.1835), Александра (2.10.1838) и Николай (6.12.1842).